# 시본 호히
시본 버너뎃 호히(아일랜드어·영어: Siobhán Bernadette Haughey, 영어 발음: /ʃəˈvɔːn ˈhɔːhi/, 1997년 10월 31일~) 혹은 허스베이(중국어 정체자: 何詩蓓, 간체자: 何诗蓓, 병음: Hé Shībèi, 한자음: 하시배, 광둥어: Ho4 Si1 pui4 호시푸이, 광둥어 발음: [hɔː˩ siː˥ pʰuːi˩])는 홍콩의 수영 선수이다. 2020년 하계 올림픽에서 자유형 종목 은메달 2개를 획득하면서 홍콩 선수 최초로 올림픽 수영에서 메달을 획득하였다. 같은 해에 열린 2021년 세계 쇼트 코스 선수권 대회에서 금메달 2개와 동메달 1개를 획득했으며, 200m 자유형에서 홍콩 선수 최초로 쇼트 코스 부문 세계 기록을 수립했다.

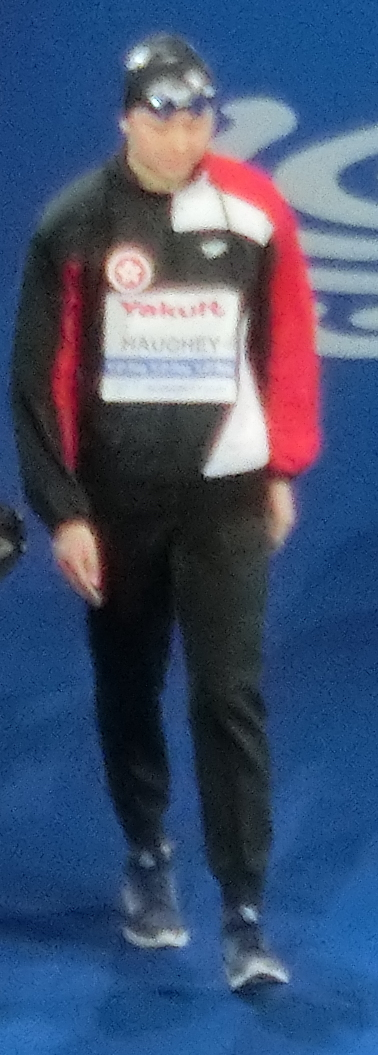
2017년 세계 선수권 대회 당시의 호히